# Gedeon Richter Plc.
Gedeon Richter Plc. er en ungarsk multinational lægemiddel- og bioteknologivirksomhed med hovedkvarter i Budapest. De driver virksomhed i 50 lande og har over 12.000 ansatte.
Gedeon Richter Plc. er børsnoteret på Budapest Stock Exchange og Luxembourg Stock Exchange.
I 1901 etablerede farmaceut Gedeon Richter virksomheden efter at han have modtaget en licens til industrifremstilling af medicin.